# レオポルト1世 (神聖ローマ皇帝)
レオポルト1世（ドイツ語：Leopold I, 1640年6月9日 - 1705年5月5日）は、神聖ローマ皇帝（在位：1658年 - 1705年）。さらにオーストリア大公・ボヘミア国王・ハンガリー国王（在位：1655年 - 1705年）。三十年戦争で衰退した帝国を受け継ぎ、全盛期のフランスとオスマン帝国に圧迫されて苦戦を強いられたが、やがてオスマン帝国からハンガリー・トランシルヴァニアを奪取して東に領土を拡大、ハプスブルク家の大国復興の足がかりを築いた。
先帝フェルディナント3世と皇后でスペイン国王 フェリペ3世の娘マリア・アンナの成人した2番目の息子。また、ジギスムント・フランツ大公からチロルを相続した。優れた作曲家でもあり、バロック大帝とも呼ばれた。

## 生涯

### 帝位継承前後の状況
1640年、ウィーンで誕生した。聖職者になるべく教育を施されたが、1654年、父帝の後継者に決められていた兄のローマ王フェルディナント4世が父に先立って死去したため、新たに後継者となる。1655年にハンガリー国王に即位し、父が死去した1657年にボヘミア国王に即位した。しかし、帝位はそのまま継承されず1年あまり空位となり、フランス国王 ルイ14世の宰相マザランがバイエルン選帝侯フェルディナント・マリアを皇帝に擁立しようとしたが、他の選帝侯たちの反対にあって失敗、翌1658年にレオポルトが帝位を継承している。
しかしレオポルト1世もすんなりと帝位についたわけではなく、選帝侯たちに莫大な金を支払い、スペインとの協力を断念するなど制約が設けられた上、ライン川方面に集まる諸侯がフランスの援助でライン同盟を結成、ケルン選帝侯・マインツ選帝侯・トリーア選帝侯ら聖俗諸侯やヘッセン＝カッセル方伯・ブランデンブルク選帝侯・プファルツ選帝侯など有力諸侯も加わりライン川のハプスブルク領が分断され、フランスのライン川への進出が容易になり苦しい状況に追い込まれた。ただし、ライン同盟自体は1667年に内部分裂から消滅している。
おりしも東のトランシルヴァニア公国では、ラーコーツィ・ジェルジ2世がポーランド・リトアニア共和国の内戦（大洪水時代）に攻め入りながら失敗、責任を問われオスマン帝国に廃位される事態が発生した。トランシルヴァニアはオスマン帝国を宗主としていたが、ハプスブルク家とオスマン帝国はトランシルヴァニアを含むハンガリーを巡って争っていたため、トランシルヴァニアの内紛が両者の衝突に繋がる可能性があった。かくして、レオポルト1世は治世を通してフランスとオスマン帝国の対策に追われることになる。

### ウィーン包囲まで
1660年、ラーコーツィ・ジェルジ2世がオスマン帝国軍に敗死、バルチャイ・アーコシュがオスマン帝国に擁立され、ラーコーツィ・ジェルジ2世の側近ケメーニ・ヤーノシュもトランシルヴァニア公を名乗り、互いに対立していった。1661年、レオポルト1世は将軍ライモンド・モンテクッコリをハンガリーに送ったが、ケメーニ・ヤーノシュは1662年に戦死したため、オスマン帝国側のアパフィ・ミハーイ1世が即位した。オスマン帝国のハンガリー侵攻は続けられ、1663年のレーゲンスブルク帝国議会でレオポルト1世は諸侯を招集して援助を受け取り、ハンガリーのモンテクッコリに送った。
1664年にセントゴットハールドの戦いでモンテクッコリはオスマン帝国軍に勝利したが、オーストリアはフランスとの内紛も抱えていたため反撃に出ることなく和睦、ヴァシュヴァールの和約を結んでオスマン帝国に大幅な有利な条件で20年にわたり休戦した。これがハンガリーの親ハプスブルク派貴族を憤慨させ、ハプスブルク家とオスマン帝国からの独立を考えるようになった。
1668年にルイ14世とスペイン分割条約を結び、甥で母方の従兄弟にも当たるカルロス2世（母方の伯父フェリペ4世と姉マリア・アンナの息子）亡き後のスペイン領の配分を取り決めた。しかし、ルイ14世がオランダ侵略戦争を起こすと他の帝国諸侯と共に反フランスに立って参戦している。また、1670年にロレーヌ公国をフランスに奪われたシャルル4世を保護して軍人に取り立て、死後はその甥のシャルル5世も軍人として登用、後に異母妹エレオノーレと結婚させている（この2人の孫が、レオポルトの孫娘マリア・テレジアの夫となる皇帝フランツ1世である）。
トランシルヴァニアでは1670年に反ハプスブルク派によるヴェッシェレーニ陰謀が露見、厳罰に処した。レオポルト1世はこれを機にハンガリーに絶対主義浸透を図り、副王（ナードル）職の廃止とハンガリー議会の停止、宗教統一を図ってプロテスタント弾圧政策を実施したが、あまりに残酷な処置を取ったためハンガリー貴族は一斉に反抗運動を起こし、フランスとオスマン帝国の援助を受けてテケリ・イムレが1678年に反乱を起こしてハンガリーをほとんど制圧した。1679年にウィーンにペストが流行した影響もあって、レオポルト1世は1681年にハンガリー議会を開き、絶対主義政策を撤回、副王の復活とプロテスタント弾圧の中止と寛容政策をとることを約束した。反乱側もレオポルト1世と和睦したが、テケリは妥協せず反抗を続けた。
1682年から再びオスマン帝国の侵攻を受け、翌1683年にはテケリらと手を結んだオスマン帝国によってウィーンを包囲されるに至った（第二次ウィーン包囲）。レオポルト1世はウィーンから脱出してパッサウへ移動、ドイツ諸侯へ救援を呼びかけ、ポーランド国王ヤン3世・ロレーヌ公シャルル5世・バイエルン選帝侯マクシミリアン2世・ザクセン選帝侯ヨハン・ゲオルク3世・バーデン辺境伯ルートヴィヒ・ヴィルヘルムなどの軍事的支援の結果、撃退させることに成功した。この戦いはオスマン帝国の衰退を意味すると同時に、一国だけでは侵攻を撃退させることが出来ないほどのオーストリアの弱体ぶりを露呈させてしまう事態となったが、東へ反撃に打って出る好機でもあった。

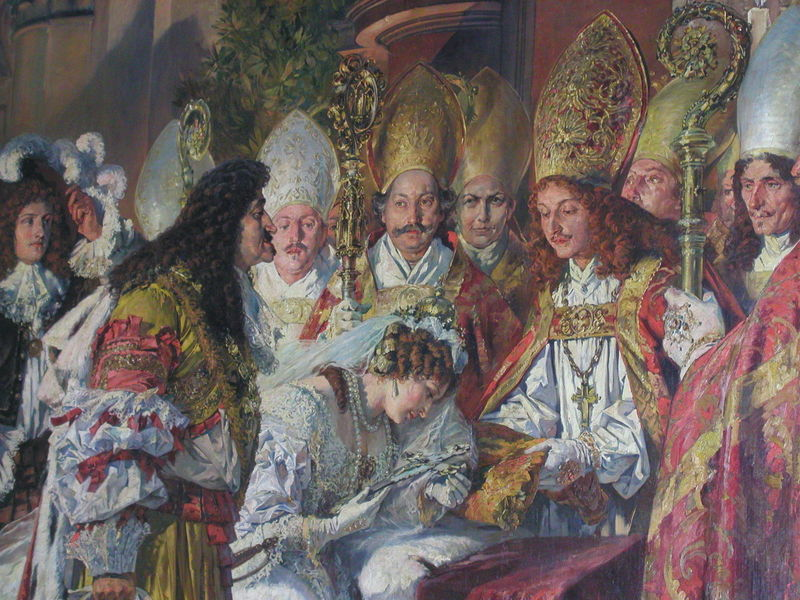
レオポルト1世とエレオノーレの結婚（19世紀画）

### 大国への再興
ウィーン解放から攻勢に出たレオポルト1世は、1684年にポーランド・ヴェネツィアと神聖同盟を締結、ロレーヌ公シャルル5世を指揮官としてドナウ川に沿ってハンガリー遠征を敢行した（大トルコ戦争）。遠征軍は順調に成果を上げ、1686年にブダを落としてハンガリーの大部分を制圧、1687年のモハーチの戦いでオスマン帝国に勝利してからトランシルヴァニアにも介入した。アパフィ・ミハーイ1世はハプスブルク家と協定を結び、あくまで反抗したテケリは味方が遠征軍に寝返ったため没落、オスマン帝国の援助なしに活動出来なくなった。
レオポルト1世は1687年にブラチスラヴァでハンガリー議会を召集、前回とは打って変わって皇帝側が大きく権力を伸ばし、貴族の権利承認と引き換えに男子世襲の承認、貴族の抵抗権放棄、長男ヨーゼフ1世のハンガリー国王即位を認められた。翌1688年にハンガリーに改革委員会を設置、行政・司法の整備と上級貴族への課税を行った。トランシルヴァニアにも変更を加え、1691年に信仰の自由、国制の保障と引き換えにトランシルヴァニアを事実上領有、翌1692年にトランシルヴァニア公アパフィ・ミハーイ2世から統治権を譲らせ、1698年に東方典礼カトリック教会を設立して宗教にも介入、ドナウ川流域を中心とする帝国の誕生に繋げた。
東欧で遠征を進めている最中、ルイ14世がドイツに出兵して大同盟戦争が勃発、イングランド王兼オランダ総督ウィリアム3世および帝国諸侯と共にアウクスブルク同盟を結んでルイ14世と戦った。この際、遠征軍の大部分をドイツ・イタリアへ回したためハンガリー戦線は停滞した。1696年にイタリアでサヴォイア公 ヴィットーリオ・アメデーオ2世がフランスと講和して離脱、共に中立に同意したため同盟は終戦に向かい、1697年のレイスウェイク条約締結に繋がった。
イタリアから解放されたためイタリア方面軍をハンガリー戦線へ送り、プリンツ・オイゲンがゼンタの戦いで大勝利を飾ったため1699年にカルロヴィッツ条約を結び、オスマン帝国からハンガリー王国の大部分（オスマン帝国領ハンガリーおよびトランシルヴァニア公国）を奪回することに成功した。これによってハプスブルク家は、18世紀を目前にして、大国復興の足がかりを築くことが出来たのである。また、ポーランド国王ヤン3世が死去した際、ザクセン選帝侯フリードリヒ・アウグスト1世を国王選挙で支援、次の国王に即位させてポーランドにも影響を及ぼした。

### 晩年
大同盟戦争終結後、ヨーロッパはスペイン国王カルロス2世死後のスペイン領土の行方に関して交渉を重ねていた。レオポルト1世とルイ14世は共にスペイン・ハプスブルク家の血を引いていてカルロス2世の姉と結婚していたため、カルロス2世とは従兄弟であり義兄でもあった。しかし、どちらか一方がスペインを継承するとアメリカまで広がる巨大帝国が誕生する事態になるため、後継者は両者の息子か孫に絞られた。ルイ14世は孫のアンジュー公フィリップ（後のフェリペ5世）を候補に掲げ、レオポルト1世は次男のカール（後の皇帝カール6世）を擁立した。レオポルト1世の娘マリア・アントニアとバイエルン選帝侯マクシミリアン2世の長男ヨーゼフ・フェルディナントが当初の候補であったが、夭折したため話は立ち消えになった。
カルロス2世はスペイン領の分割を拒否して、スペイン領全てをフィリップに譲る遺書を書いて1700年に死去し、スペイン・ハプスブルク家は断絶した。諸国はフランスに反感を抱き、レオポルト1世はカールを新たなスペイン国王として擁立しようと、イングランド・オランダと手を結んでルイ14世と再び敵対した（スペイン継承戦争）。しかしオイゲンを派遣したイタリア戦線は苦戦した上、1702年にバイエルン選帝侯マクシミリアン2世が離反してフランス軍と合流、ハンガリーでもフランスの援助でラーコーツィ・フェレンツ2世が独立戦争を起こし、オーストリアは東西に挟み撃ちを受ける形となった。
危機的状況に追い込まれたレオポルト1世は、イタリアからウィーンに出向いたオイゲンを軍事委員会総裁に任命して軍の全権を掌握させ、合わせてイングランド軍の総司令官マールバラ公ジョン・チャーチルに救援を要請した。承諾したマールバラ公は、1704年にオランダからドイツまで400kmの長距離行軍を成し遂げ、オイゲンと合流、ブレンハイムの戦いでフランス・バイエルン連合軍に大勝してバイエルンを占領し、ドナウ川戦線を消滅させた。西の脅威は去り、東の反乱もフランスとの連携を取れなくなったため、ひとまず危機を脱した。
1705年、戦争の最中に64歳で死去した。遺体はウィーンのカプツィーナー納骨堂に埋葬された。帝位とボヘミア王位はヨーゼフ1世が継承、カールはスペインでフェリペ5世と戦ったが苦戦続きで、1711年にヨーゼフ1世が早世した後に皇帝となりスペイン王位を断念した。スペイン継承戦争を通してハプスブルク家はスペインを失ったが、東欧で勢力を伸ばし大国に成長していった。

## 人物
レオポルト1世は、当初は聖職者としての人生を歩むことが予定されたため、高度な教育を施され、音楽に対する造詣の深さはこの時の教育によるものである。学問と芸術をこよなく愛する文人皇帝であり、平和愛好家でありながら、皮肉にも治世の大半は戦争に終始翻弄されることとなった。皇帝でありながら自らの生活は質素で、日夜を通じて精力的に政務に励んだ。敬虔なカトリック教徒だったが、それがハンガリーで実施した不寛容政策に繋がった。また君主としての心構えがないまま即位したこともあり、しばしば優柔不断な態度を取ることもあった。
レオポルト1世は積極的な外征によってオスマン帝国から多くの領土を奪還し、カール5世以降衰退の一途をたどっていたハプスブルク帝国を再び大国の地位へと引き戻した。しかし、レオポルト1世本人が親征に赴くことはほとんどなく、実際にはエルンスト・リュディガー・フォン・シュターレンベルク・ライモンド・モンテクッコリ・ロレーヌ公シャルル5世・プリンツ・オイゲンといった名将たちの活躍での功によるところが大きい。特にフランス出身であったオイゲンの軍事的才能を見抜き重用したことは、ハプスブルク帝国再興への大きな原動力となった。しかもレオポルト1世はその功績に報い、彼らを厚遇した。レオポルト1世に仕えた者の多くが非常な忠誠心を抱いたという。
優れた文化人であり、オーストリアはレオポルト1世の治世の下で文化的に大いなる発展を遂げた。レオポルト1世は作曲も行い、教会音楽にとどまらずバレエ音楽にまで作品を残している。アントニオ・ベルターリ、ジョヴァンニ・バッティスタ・ボノンチーニ、ヨハン・カスパール・ケルル、ヨハン・ヨーゼフ・フックス、ヨハン・ハインリヒ・シュメルツァーのパトロンとしても活動、ウィーンは音楽の都として発展していった。
1666年に最初の妻マルガレーテとの結婚式では壮大なパレード、花火大会を敢行、オペラ上演や豪華な展示物も催され、翌1667年に開かれたオペラでマルガレーテも共に主演を飾った。この一大イベントはバロック文化の粋を飾った行事として語り草になった。
諸侯への爵位・王位授与を行い、帝国の領邦君主であるカレンベルク侯エルンスト・アウグストにブラウンシュヴァイク＝リューネブルク選帝侯位を授けたり、プロイセン公を兼ねていたブランデンブルク選帝侯フリードリヒ3世に「プロイセンの王」の称号を認めるなど、後のハノーファー王国とプロイセン王国の成立にも関わっている（エルンスト・アウグストの息子ゲオルク・ルートヴィヒはイギリス王位も継承した）。特にプロイセンは諸侯の中でも著しく台頭、後にオーストリアと並ぶドイツの二大勢力に成長した。
大トルコ戦争の勝利から領土拡大を果たしたが、なおも貴族と教会の権力が強く、絶対君主制から程遠い状況にあった。ハンガリー・トランシルヴァニアにしても妥協から変革は成し遂げられず、君主権がほとんど及ばない国家になっていて、ヨーゼフ1世・カール6世も手をつけず現状維持に努めたため、国制改革でハプスブルク領が一体化に近づくには孫娘マリア・テレジアの時代まで待たなければならなかった。

## 音楽作品
レオポルト1世は優れた作曲家でもあり、生涯に353曲の楽曲を作曲をした、作品の内217曲は教会音楽で、常に宮廷で演奏されていた。又、宮廷楽長アントニオ・ドラーギの作曲したオペラ曲の内、何曲かはレオポルト1世の手によるものと推定されている。

### 器楽曲
- 『バレット集』（Balletti）

### 教会音楽
- 『喜ばしき天の女王』（Regina coeli）
  - 作曲年：1655年

### オラトリオ
- 『肉欲に対するキリストの受難の勝利』（Sig des Leydens Chiristi die Sinnlichkeit）
  - 詩：J.A.リュドルフ、初演：1682年、ウィーン

## 系譜
| レオポルト1世 | 父 神聖ローマ皇帝 フェルディナント3世 | 祖父 神聖ローマ皇帝 フェルディナント2世 | 曾祖父 オーストリア大公 カール2世      |
| レオポルト1世 | 父 神聖ローマ皇帝 フェルディナント3世 | 祖父 神聖ローマ皇帝 フェルディナント2世 | 曾祖母バイエルン公女 マリア・アンナ[1] |
| レオポルト1世 | 父 神聖ローマ皇帝 フェルディナント3世 | 祖母バイエルン公女 マリア・アンナ       | 曾祖父 バイエルン公 ヴィルヘルム5世[2] |
| レオポルト1世 | 父 神聖ローマ皇帝 フェルディナント3世 | 祖母バイエルン公女 マリア・アンナ       | 曾祖母ロレーヌ公女 レナータ            |
| レオポルト1世 | 母 マリア・アナ[4]                    | 祖父 スペイン国王 フェリペ3世           | 曾祖父 スペイン国王 フェリペ2世        |
| レオポルト1世 | 母 マリア・アナ[4]                    | 祖父 スペイン国王 フェリペ3世           | 曾祖母 アナ[3]                         |
| レオポルト1世 | 母 マリア・アナ[4]                    | 祖母 マルガリータ                       | 曾祖父 オーストリア大公 カール2世      |
| レオポルト1世 | 母 マリア・アナ[4]                    | 祖母 マルガリータ                       | 曾祖母 マリア・アンナ[1]               |

系譜の中に、複数の叔姪婚が含まれている（赤字が姪）。
1. カール2世妃マリア・アンナは、バイエルン公アルブレヒト5世と、カール2世の姉アンナの間の娘であり、叔父と姪の結婚である。
2. アルブレヒト5世 (バイエルン公)の子で、[1]と兄妹。
3. 皇帝マクシミリアン2世と、フェリペ2世の妹マリアの子であり、叔父と姪の結婚である。
4. 兄にフェリペ4世、姉にフランス王ルイ13世妃アンヌ・ドートリッシュがいる。

## 子女
3度結婚しているが、多くの子供が夭折している。
- 皇后：マルガレーテ・テレジア（1651年 - 1673年） - スペイン国王フェリペ4世の王女で、母方の従姉妹で姪でもある。1666年に結婚、仲睦まじく4人の子を儲けたが1673年に死去。子供もマリア・アントニアを除いて夭折した。
  - フェルディナント・ヴェンツェル（1667年 - 1668年）
  - マリア・アントニア（1669年 - 1692年） - バイエルン選帝侯マクシミリアン2世エマヌエル妃。
  - ヨーハン・レオポルト（1670年）
  - マリア・アンナ・アントニア（1672年）
- 皇后：クラウディア・フェリーツィタス（1653年 - 1676年） - オーストリア大公フェルディナント・カールの娘で父方の又従妹に当たる。1673年に結婚したが1676年に死去。2人の子も夭折した。
  - アンナ・マリア・ゾフィー（1674年）
  - マリア・ヨーゼファ・クレメンティーネ（1675年 - 1676年）
- 皇后：エレオノーレ・マグダレーネ（1655年 - 1720年） - プファルツ選帝侯フィリップ・ヴィルヘルムの娘。1676年に結婚、10人の子を儲けた。
  - ヨーゼフ（1678年 - 1711年） - 神聖ローマ皇帝 ヨーゼフ1世
  - クリスティーネ（1679年）
  - マリア・エリーザベト（1680年 - 1741年） - 1725年より南ネーデルラント総督
  - レオポルト・ヨーゼフ（1682年 - 1684年）
  - マリア・アンナ・ヨーゼファ（1683年 - 1754年） - ポルトガル国王 ジョアン5世妃
  - マリア・テレジア（1684年 - 1696年）
  - カール（1685年 - 1740年） - 神聖ローマ皇帝 カール6世。マリア・テレジアの父。
  - マリア・ヨーゼファ（1687年 - 1703年）
  - マリア・マグダレーナ・ヨーゼファ（1689年 - 1743年）
  - マリア・マルガレーテ（1690年 - 1691年）